# Sana Kurata
Sana Kurata (倉田 紗南?, Kurata Sana, in Italia Rossana Smith) è la protagonista della serie manga e anime Il giocattolo dei bambini.

## Storia

### Manga
Sana Kurata ha 11 anni ed è una famosa idol, impegnata specialmente nella recitazione. Vive a Tokyo con la madre Misako Kurata, il manager Rei Sagami, e la governante Chiyo Shimura. Frequenta la sesta elementare, ed è compagna di classe di Akito Hayama, al quale comincia ad interessarsi quando smette di tollerare i soprusi dei ragazzi (guidati proprio da Akito), che fanno letteralmente fuggire gli insegnanti. Lo affronta in un parco, e questi le dice che la sua vita è sempre stata un inferno, che non ne può più di vivere e che, se voleva davvero aiutarlo, doveva ucciderlo, e così dicendo le porge anche un coltello; Sana, sconvolta da tale freddezza, prende il coltello e lo conficca nell'albero alle spalle del ragazzo, fuggendo poi in lacrime per la situazione estrema in cui si era trovata. Il giorno dopo riesce a fotografare Akito in una situazione imbarazzante, ricattandolo; questo suo intervento annulla la pressione che egli esercitava sugli insegnanti (che ricattava per annullarne l'autorità), e le permette anche di scoprire la situazione familiare del ragazzo. Per puro caso, Sana si ritrova a lavorare per uno sceneggiato televisivo la cui trama è molto simile alla vita dei componenti di casa Hayama; Sana contatta quindi il padre e la sorella di Akito e consiglia loro di vedere tutti assieme la trasmissione in televisione. Il comportamento della ragazza, insieme allo sceneggiato televisivo, riesce a far rinsavire il padre e la sorella di Akito ed a migliorare il rapporto tra i tre. Successive situazioni difficili avvicinano sempre più la ragazza ad Akito, innamorandosi a vicenda, senza tuttavia dichiararsi; ma la gelosia del ragazzo per Naozumi Kamura, attore di origini americane palesemente innamorato di Sana, mette in tensione il loro rapporto. 
 Poco dopo Misako, madre adottiva di Sana, pubblica la sua autobiografia Io e mia figlia, nella quale rivela di aver adottato la figlia. Grazie a questo libro Sana riesce ad incontrare la sua vera madre, Keiko Sakai, che la abbandonò ancora in fasce in un parco; Keiko cerca di ristabilire i rapporti con la figlia, ma la ragazza decide di non vederla più.
 Intanto Sana e Akito vengono ammessi alla scuola media, ma la ragazza parte lontano per girare il film La villa dell'acqua, nel quale lavora insieme a Naozumi. Durante le riprese quest'ultimo le si dichiara, e la giovane viene aggredita da alcune fan di Naozumi che le spezzano una gamba, poiché credono al pettegolezzo secondo cui lei e il suo collega abbiano una storia. Giorni dopo riesce a mettersi in contatto con Akito, che le dice di essersi fidanzato con Fuka Matsui, migliore amica di Sana. La notizia la getta in uno stato di profonda tristezza, durante il quale si fidanza con Naozumi per un breve periodo. Le dicerie sulla sua relazione con il collega continuano a diffondersi, giungendo anche a Tokyo, rendendo il ritorno di Sana (dopo mesi passati all'estero per le riprese del film) un vero incubo. Anche la sua amicizia con Fuka viene compromessa, in quanto Akito e Sana si dichiarano a vicenda e lei sente tutto. Sana decide di non tornare più a scuola, non sopportando la tensione creatasi intorno a lei, e dice addio ad Akito. In questo frangente temporale, Akito diventa sempre più distaccato e freddo, il professor Sengoku, irritato, lo colpisce e Akito risponde. Il professore accusa Akito mostrando il segno sul volto, Akito spiega di essere stato colpito per primo (ma al corpo, non visibile subito), ma i professori, seppur titubanti, non gli credono e lo sospendono. Durante la sospensione, Akito e Fuka vengono provocati da due bulli in sala giochi, Akito, rabbioso, li picchia facilmente entrambi da solo, per poi scappare con Tsuyoshi, Aya e Fuka prima che arrivi la sorveglianza. Fuka schiaffeggia Akito e lo rimprovera ma quest'ultimo, guardandola freddamente, le dice di non dargli ordini, spaventandola. Infatti Fuka non sa niente del passato di Akito, Tsuyoshi è spaventato invece, perché si rende conto che Akito sta tornando come prima, prima che Sana lo fermasse. Sana viene a sapere questo dallo stesso Tsuyoshi e, per caso, incontra Akito per la strada mentre corre, per mantenersi in forma durante la sospensione e, vedendo il sguardo di un tempo, si intristisce e piange, abbracciandolo, lui ricambia il gesto, ma poi si mettono a litigare, pur restando abbracciato. Sana, poco dopo, torna a frequentare gli ambienti scolastici, decidendo che non è importante che Akito stia insieme ad un'altra ragazza o meno, lei deve vederlo comunque, perché questo è il suo desiderio. Una volta a scuola va in bagno con Fuka e le due parlano, Sana rivela le sue intenzioni, ha sempre messo gli altri prima di se stessa cercando di fare sempre la brava, ma stavolta i suoi sentimenti sono troppo importanti e, anche se passerà per egoista, è pronta ad assumersi le sue responsabilità, per questo avverte la sua amica e rivale, dicendole che, se avesse continuato ad esitare nel chiarire le cose con Akito, lei glielo avrebbe rubato. Una volta dichiarata "guerra" all'amica, le due tornano alle lezioni.
All'improvviso, però, Kazuyuki Komori, un loro compagno di classe sociopatico profondamente depresso e ossessionato da Akito, pugnala il ragazzo a un braccio, lasciandogli una mano completamente paralizzata. Durante le indagini, Sengoku spinge la scuola per espellere Akito parlando anche del suo passato turbolento alle elementari. Fuka viene a sapere di questo aspetto di Akito che non conosceva e chiede chiarimenti a Tsuyoshi, quando scopre com'era, pone al ragazzo la domanda più importante "Perché Akito è cambiato?" e le spiega che è stata Sana a fermare Akito, per poi raccontarle tutto anche di loro due. Fuka, così, capisce quanto importante e profondo sia il legame tra Sana ed Akito, così decide di lasciarlo mentre è in ospedale. Akito e Sana iniziano ad uscire insieme e, seppur non dichiarandolo ufficialmente, diventano una coppia, cosa che manda su di giri Sana, rendendola ancora più bizzarra del solito per la felicità. Nel primo appuntamento, Akito la porta a visitare la tomba della madre e le racconta l'esperienza pre-morte vissuta in ospedale, dicendo che sua madre lo ha salvato dalla morte, Sana poi gli risponde che è come se lei lo avesse partorito due volte. I due vanno, poi, a pattinare, con conseguenti grosse difficoltà per Akito nel coordinarsi, non avendo quasi mai pattinato in vita sua. I due arrivano anche a discutere perché Sana è molto gelosa di Fuka e continua a fargli domande al riguardo, cosa che infastidisce Akito che arriva anche a dirle che Fuka non era così invadente. Alla fine, però, i due fanno la pace, Akito le spiega anche Fuka gli piaceva e che, essendo finita da poco, ancora adesso è naturale che gli piaccia, ma le dice anche che lui può stare solo con Sana, perché è la persona più importante per lui, i due, alla fine, si baciano finalmente reciprocamente (le prime due volte era sempre stato solo Akito a prendere l'iniziativa). Le uniche speranze di guarigione per la mano di Akito sono a Los Angeles, da un famoso medico. Tutto ciò causa in Sana la "malattia della bambola", una malattia che la priva delle emozioni le impedisce qualsiasi tipo di espressione facciale. Arriva perfino a dimenticare Akito per il troppo dolore che le causa il pensiero di separarsene, riavvicinandosi a Naozumi. Akito e Sana, dunque, decidono di scappare insieme; durante la fuga gli chiede perfino di fare l'amore con lei, ma Akito saprà finalmente far affrontare a Sana il dolore per la loro prossima separazione e guarirla, piangendo di fronte a lei rivelandole che, dovendo andare via, per lui il dolore della separazione con lei sarà ancora più grande del suo. Sana accetta quindi il trasferimento dell'amato e, in aeroporto, senza curarsi delle parecchie persone circostanti, arriva a urlargli che preserverà la sua verginità per lui; mentre tutti crollano dall'imbarazzo, Akito le risponde di non preoccuparsi. Poco dopo la sua partenza, memore della situazione vissuta con Kazuyuki, decide di aprire una linea d'emergenza per bambini con problemi per aiutarli a superarli.
Passano due anni, i due si sentono sempre attraverso il telefono, la mano di Akito migliora e il suo ritorno permanente è sempre più vicino. Intanto ritorna per qualche giorno a Tokyo, dove reincontra Sana e i suoi amici, facendo anche uno scherzo telefonico a Sana che fa divertire tutti, esclusa Sana, e parlando un po' in inglese all'americana. Arrivano alla casa di Akito, dove egli la bacia e le dice "volevo vederti" e anche Sana dice lo stesso. Vengono interrotti da una telefonata dallo sportello d'emergenza di una ragazza che si vuole uccidere e Sana vuole incontrarla. Tutti perciò si dirigono al bar dove si trova la ragazza e quando la ragazza vede Sana e i suoi amici sorride.

### Anime

#### Prima serie
La prima serie dell'anime (costituita dai primi 51 episodi) presenta parecchie differenze rispetto alla prima parte del manga, visto che quasi metà degli episodi sono filler e mostrano personaggi inventati e non presenti nel manga. In questi episodi:
- Sana conduce uno show televisivo intitolato Il giocattolo dei bambini (こどものおもちゃ?, Kodomo no Omocha, "Evviva l'allegria" nell'edizione italiana) insieme ad un altro attore, Zenjiro (Gerard nell'edizione italiana). In un episodio Sana decide di organizzare una grande festa in occasione del compleanno del collega.
- Akito si iscrive ad un corso di karate, per "avere qualcosa a cui appassionarsi". L'inserimento di questo hobby comporterà profondi mutamenti nella trama, soprattutto nella seconda serie.
- La vicepreside della scuola elementare frequentata dai protagonisti organizza per la classe di Sana un esame riepilogativo, poiché ha avuto risultati inferiori rispetto alla media dell'istituto e quindi gli alunni rischiano di non poter accedere alle scuole medie; Sana è in difficoltà con la matematica, ma alla fine tutto si risolve grazie ad Akito.
- Il padre di Natsumi e Akito invita un'amica della moglie a parlare di lei ai suoi figli.
- L'ex-marito di Misako, Ryosuke (Geremy nell'edizione italiana), giunge a casa della scrittrice e chiede a Sana di organizzare uno spettacolo teatrale, grazie al quale spera di pagare i suoi debiti.
- Un giornalista di nome Kurosaki (Gabriel nell'edizione italiana) vuole inchiodare Sana in atteggiamenti amorosi con Akito per ottenere uno scoop e dimostrare che la ragazza non frequenta Naozumi.
- Sana deve girare uno spot pubblicitario con Naozumi nel cui copione è previsto che loro si bacino. Il copione prevede solo un bacio sulla guancia, ma l'evento accresce la rivalità tra Akito e l'attore.
- Sana scopre che sua madre Misako è in realtà sul lastrico, e poco dopo tutti i suoi beni (casa compresa) vengono pignorati. L'accaduto costringe Sana ad annullare tutti i suoi lavori. Viene anche licenziata dalla conduzione di Il giocattolo dei bambini a causa della Dreaming Productions, i cui dirigenti vogliono screditare Sana per non farla lavorare ed obbligarla a firmare un contratto in esclusiva con loro. Alla fine la questione si risolve e Sana riottiene la conduzione dello show.
- Risolti i problemi con la Dreaming Productions, il primo nuovo lavoro di Sana è un ruolo secondario nel telefilm Confusione a mezzanotte, in cui lavora in coppia con Takeshi Gojyo (Thaddeus Green nell'edizione italiana) come padre e figlia. Successivamente scopre che Takeshi è veramente suo padre, ma l'uomo muore poco dopo per un arresto cardiaco.

#### Seconda serie
Anche nella seconda serie dell'anime (che comprende gli episodi dal 52 al 102) sono presenti numerosi filler che modificano la trama, ma in modo meno drastico rispetto alla prima.
La modifica più grossa è apportata al finale. Il personaggio di Kazuyuki Komori è stato rimosso, e al suo posto è stato inserito quello di Shota Nakao, non presente nel manga. Kazuyuki e Shota sono molto simili: entrambi hanno vari problemi sociali, sono depressi e non hanno amici. Shota diventa presto amico di Akito e si iscrive al club di karate da lui aperto a scuola. La sua depressione raggiunge il culmine pochi giorni dopo, con la scoperta che né Akito né il suo insegnante Sengoku lo considerano; decide quindi di barricarsi in uno stanzino della scuola, per suicidarsi. Tutta la scuola accusa Akito e Sana della scomparsa di Shota, ma la coppia lo trova e lo convince a rinunciare al suicidio. Nel tentativo di raggiungerlo, entrambi rimangono incastrati nell'unica finestra, e dopo essere stati liberati passano una notte in ospedale. Il giorno dopo Akito bacia Sana per la terza volta, dicendole che a breve dovrà sostenere la prova per diventare cintura nera di karate e, nel caso in cui riuscisse nell'impresa, le promette un appuntamento.
Nell'anime dunque Akito non viene aggredito, non è costretto a trasferirsi negli Stati Uniti per guarire la mano e Sana non viene affetta dalla "malattia della bambola"; quindi non c'è traccia del suo ritorno due anni dopo, in quanto non è mai partito.

### OAV
Nell'OAV pilota pubblicato prima della serie anime Sana è bionda, e alcuni aspetti del suo carattere sono leggermente differenti. 
 L'OAV riprende gli eventi del primo capitolo del manga, mostrando i disordini che Akito e gli altri ragazzi causano a scuola, Sana che scopre le foto con cui Akito ricatta i professori, Akito venire ricattato a sua volta dalla ragazza per far sì che gli altri ragazzi si calmino, ed infine Sana che scopre la situazione familiare di Akito e i suoi tentativi di aiutarlo.

### Deep Clear
Il crossover si colloca 10 anni dopo il finale della versione cartacea di Kodomo no Omocha, e tra il primo e il secondo volume di Honey Bitter.
In questa serie Sana ha 26 anni, è sposata con Akito da tre anni ed è incinta di lui di sette mesi. Ha acquisito il cognome di Akito dopo il matrimonio, divenendo Sana Hayama (羽山 紗南?, Hayama Sana), anche se nel lavoro continua ad usare il cognome Kurata. Sana è stata scelta per interpretare un detective privato in un telefilm, quindi accompagnata da Rei si reca all'agenzia Office S, dove incontra la famosa detective Shuri Otokawa per chiederle consiglio su come potersi calare al meglio nel personaggio. Durante questo incontro, senza che Sana ne sappia nulla, Rei assume Shuri perché spii Akito e scopra perché si è separato dalla moglie. Mentre segue Akito, Shuri diventa amica di Sana. Scopre poi che la ragione per cui Akito si è separato da Sana è perché ha paura che lei muoia durante il parto. Quando Sana partorisce, Shuri convince Akito ad affrontare le sue paure andando in ospedale a vedere Sana e il bambino. Sana dà alla luce una figlia, che chiama Sari. Dopo la nascita della bambina, Sana e Akito si riconciliano e tornano a vivere insieme.